# Im Schammat
Im Schammat ist eine Straße im Trierer Stadtteil Trier-Süd. Sie verläuft halbenbogenförmig von der Medardstraße in südöstlicher Richtung und endet in einer Sackgasse.
An der Straße befindet sich mit dem Schammatdorf ein integratives Wohngebiet mit dem Schwerpunkt „soziales Wohnen“. Die Zielsetzung dabei ist es, Menschen zusammenzubringen, die aus persönlichen Gründen, wegen ihrer ähnlichen Lebensgeschichte oder wegen spezifischer Beeinträchtigungen, ein gemeinsames Schicksal haben. Dazu bietet das Dorf viele Gemeinschafts- und Aufenthaltsbereiche für Jung und Alt. Eine große Rolle spielt hierbei die Integration körperlich behinderter Personen. Das Dorf entstand 1979 auf Initiative des Trierer Sozialdezernats und der Benediktinerabtei St. Matthias. Es wird vom gleichnamigen Verein getragen. Aktuell leben etwa 280 Menschen im Schammatdorf, darunter die ehemalige rheinland-pfälzische Ministerpräsidentin Malu Dreyer und ihr Mann Klaus Jensen.
Der Name der Straße leitet sich von einem alten Flurnamen ab. „Schamat“, „Schammede“ oder „Schammert“ bezeichnete früher ein Landmesserstück (von lateinisch scamnatus ager). Das lateinische Wort wurde wahrscheinlich aus dem Germanischen entlehnt („Scam“ = kurz). Im Mittelalter war der Bereich um die heutige Straße Ackerland im Besitz der Benediktinerabtei St. Matthias.
An der Ecke Medardstraße/Im Schammat befindet sich ein barocker Bildstock mit einem Relief mit Kreuzigung und fünf Heiligen.
In der Straße befindet sich im Schammatdorf an Hausnummer 13a auch ein öffentlicher Bücherschrank.